# Franz Gustav Straube
Franz Gustav Straube (* 6. Februar 1802 in Altenburg; † 19. Dezember 1853 in Joinville) war ein deutscher Naturforscher.

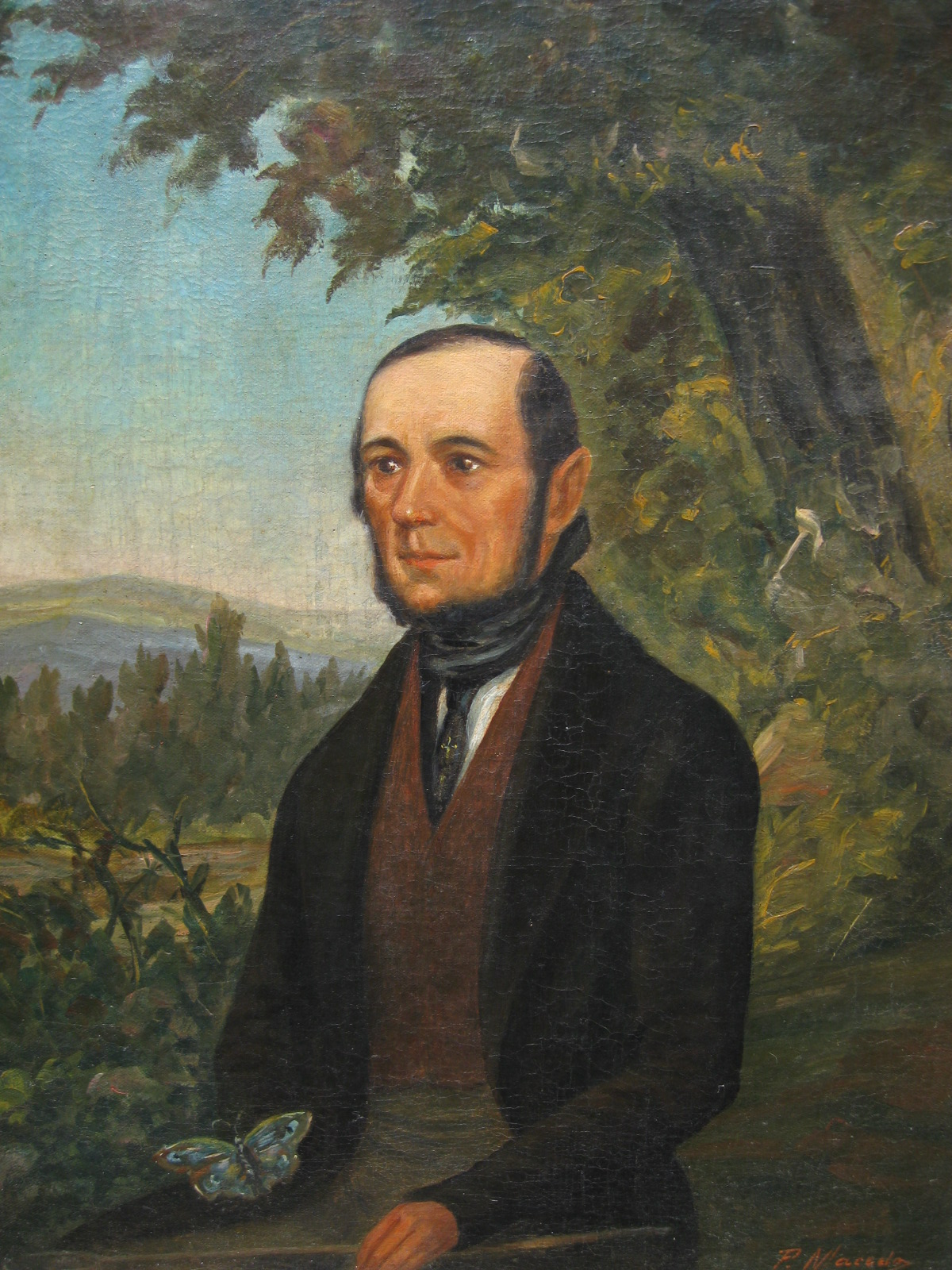
Franz Gustav Straube. Bild des brasilianischen Malers Pedro Macedo

## Biografie
Nach dem Tod seiner Eltern Samuel Sigismund Straube (1761–1808) und Christine Concordia (Bach) Straube (1761–1808) lebte er als Pflegekind bei seinem Onkel mütterlicherseits, Gotthold Friedrich Bach (1770–1829, verh. mit Friedericke Bach, geb. Schuman, 1778–1830). 1815 verließ er die Familie und zog nach Dresden, wo er studierte und sich der Naturgeschichte zuwandte. Dort heiratete er 1828 Johanne Augustine Schäpach (1797–1840), mit der er vier Kinder hatte. 1843 heiratete er Ernesthine Wilhelmine Hübschmann. Aus dieser Verbindung gingen 6 Kinder hervor.

## Nachkommen
Der älteste Sohn war Wilhelm Gustav Straube (1844–1924). Dieser nannte sich später Guilherme Straube und war Abgeordneter sowie Bürgermeister (prefeito) der Stadt Cerro Azul im Bundesstaat Paraná, Brasilien. Sein sechster Sohn war Franz Gustav Straube (1853–1909), geboren in der „Colonia Dona Francisca“, später wohnhaft in Curitiba und Vater von vier Kindern, unter ihnen Hugo Straube (1888–1930), Doktor der Philosophie und Leiter der Behörde zum Schutz der Indianer in Ibirama, Santa Catarina, sowie Guido Straube (1890–1937), Professor, Zahnarzt und Naturforscher in Curitiba.

## Wissenschaftliche Beiträge
In seiner Dresdner Zeit lebte Straube als Händler naturgeschichtlicher Objekte. Er handelte hauptsächlich mit Insekten (vor allem Schmetterlingen), aber auch mit Vögeln, Weichtieren und Pflanzen. Dabei verdiente er sich nicht nur seinen Lebensunterhalt, sondern lieferte mit seinen Sammlungen auch wissenschaftliche Beiträge in verschiedenen europäischen Ländern, wie z. B. in Österreich und Deutschland. 1846 entschied er sich zur Überarbeitung der „Ordnung Europäischer Schmetterlinge“, die zuvor von Ferdinand Ochsenheimer (1767–1822) und Friedrich Treitschke (1776–1842) katalogisiert und in der berühmten Ausgabe „Die Schmetterlinge von Europa“ in fünf Editionen (1807, 1808, 1810, 1816 und 1825) veröffentlicht worden war. Er veröffentlichte 1846 bei dieser Gelegenheit zwei Aufsätze, die er vermutlich aus Eigenmitteln finanzierte und die von der Druckerei Louis Filitz, Berlin, verlegt und gedruckt wurden. Der erste dieser Aufsatz umfasste zehn Seiten und trug den Titel „Alphabetisch geordnetes Verzeichnis der europäischen Schmetterlinge nach Ochsenheimer und Treitschke nebst den neueren Entdeckungen zur Benutzung der neuen systematischen Verzeichnisse“. Der zweite Artikel, in gleicher Aufmachung und elf Seiten umfassend, lautete „Systematisch geordnetes Verzeichnis der europäischen Schmetterlinge nach Ochsenheimer und Treitschke nebst den neueren Entdeckungen bis 1845“.
Diese Beiträge belegen, dass Straube das Sammeln und den Verkauf von Tier- und Pflanzenobjekten nicht nur zur Sicherung seines Lebensunterhaltes betrieb, sondern auch wissenschaftliches Interesse besaß. Das beflügelte ihn zu einer langen Forschungs- und Sammlerreise in den Monaten Juni und Juli des Jahres 1847 in die Türkei, wo er in Istanbul und Bursa arbeitete. Dies waren Regionen, die bis dahin nicht oder nur in Anfängen Ziel der damaligen naturwissenschaftlichen Forschungen waren. Von seiner Expedition brachte er Weichtiere, Pflanzen, Käfer, Schmetterlinge und Heuschrecken mit, die für seine Sammlung bestimmt waren. 
Unter den Schmetterlingen befand sich die bis dahin nicht bekannte Pachypasa dryophaga, über deren Art und Lebensraum im Artikel „Bemerkungen bei der Zucht von Bombyx Dryophaga“ in der Stettiner Entomologischen Zeitung berichtet wurde. Auf diese Arbeit wurde von Fachleuten der damaligen Zeit häufig Bezug genommen, nicht zuletzt wegen seiner interessanten Entdeckungen über die als Lebensraum vom Insekt genutzte Pflanzenart. Während man bis dahin davon ausging, sie nutze europäische Eichen als Lebensraum, fand Straube heraus, dass sie ausschließlich die in der Türkei häufig vorkommenden Zypressen Cupressus nutzte.
Zwei  Jahre später (1849) wurde Straube als Mitglied im Verein für schlesische Insektenkunde aufgenommen, der seinen Sitz in Breslau hatte.
1851 entstand der Gedanke, nach Brasilien auszuwandern, um die große Artenvielfalt dieses Landes kennenzulernen und Geschäftsmöglichkeiten mit europäischen Naturkundemuseen zu erschließen. Möglicherweise wurde sein Entschluss auch durch die damals bestehende Orchideenmanie beeinflusst, die Mitte des 19. Jahrhunderts in Europa aufkam. So groß war das Interesse an den von ihm in Brasilien gesammelten Pflanzen, dass verschiedenste Zeitungen aus Deutschland, Österreich und der Tschechischen Republik über seine Reisen berichteten. Im gleichen Jahr noch berichtete eine österreichische Zeitung über den Verbleib der gesammelten Exemplare und erwähnte die Orchideenzucht des berühmten deutschen Botanikers Heinrich Gustav Reichenbach (1824–1889).

## Reisen nach Brasilien
Durch einige Kontakte schloss er sich einer Gruppe von deutschen Emigranten an, die durch den „Hamburger Kolonisationsverein von 1849“ angeworben wurden, der im Auftrag des Königreiches Brasiliens eine groß angelegte Kolonialisierung des Südens Brasiliens organisieren sollte.
Nach Abschluss der nötigen Vorbereitungen ging Franz Gustav Straube zusammen mit seinem Sohn Franz Julius Straube an Bord des unter dem Kommando von Kapitän W. F. Toosbuy stehenden dänischen Schoners „Gloriosa“ mit dem Ziel Brasilien. Die Abreise der insgesamt 75 Passagiere erfolgte in Hamburg am 19. Juli 1851. Mit ihm reisten auch die von ihm angestellten Assistenten Ferdinand Baldoin Conrad sowie Julius Agathon Lehmann. Sie erreichten schließlich den Hafen von Sao Francisco (heute Sao Francisco do Sul, Santa Catarina) am 27. September 1851. Einige Tage später begab er sich in die erst kurz zuvor gegründete Kolonie „Donas Francisca“ (heute in Joinville), wo er ein Wohnhaus am Ufer des Matias-Flusses errichtete.
1852 folgte ihm seine Ehefrau Ernesthine zusammen mit vier Kindern, von denen eines auf hoher See den Masern zum Opfer fiel. Auf dem gleichen Schiff reiste auch der berühmte Naturforscher Johann Friedrich Theodor Müller, Mitarbeiter und Berichterstatter von Charles Darwin und einer der vehementesten Verfechter der Evolutionstheorie.
Kurze Zeit später, am 19. Dezember 1853, verstarb Straube, ohne sein Projekt vollendet zu haben. Nur ein Teil des von ihm gesammelten Materials konnte dank seines neuen Helfers, des Landvermessers Carl Pabst, der sich dort niedergelassen hatte, erhalten werden.

## Nach Straube benannte Arten
1853 fand der Insektenforscher Franz Xavier Fieber heraus, dass zwei Exemplare der von Straube in Bursa (Türkei) gesammelten Orthoptera neue Arten waren, weshalb er sie nach dem deutschen Gelehrten Paranocarodes Straubei und Isophya Straubei benannte.